# Турач суданський
Тура́ч суданський (Pternistis erckelii) — вид куроподібних птахів родини фазанових (Phasianidae). Мешкає в Східній Африці.

## Опис

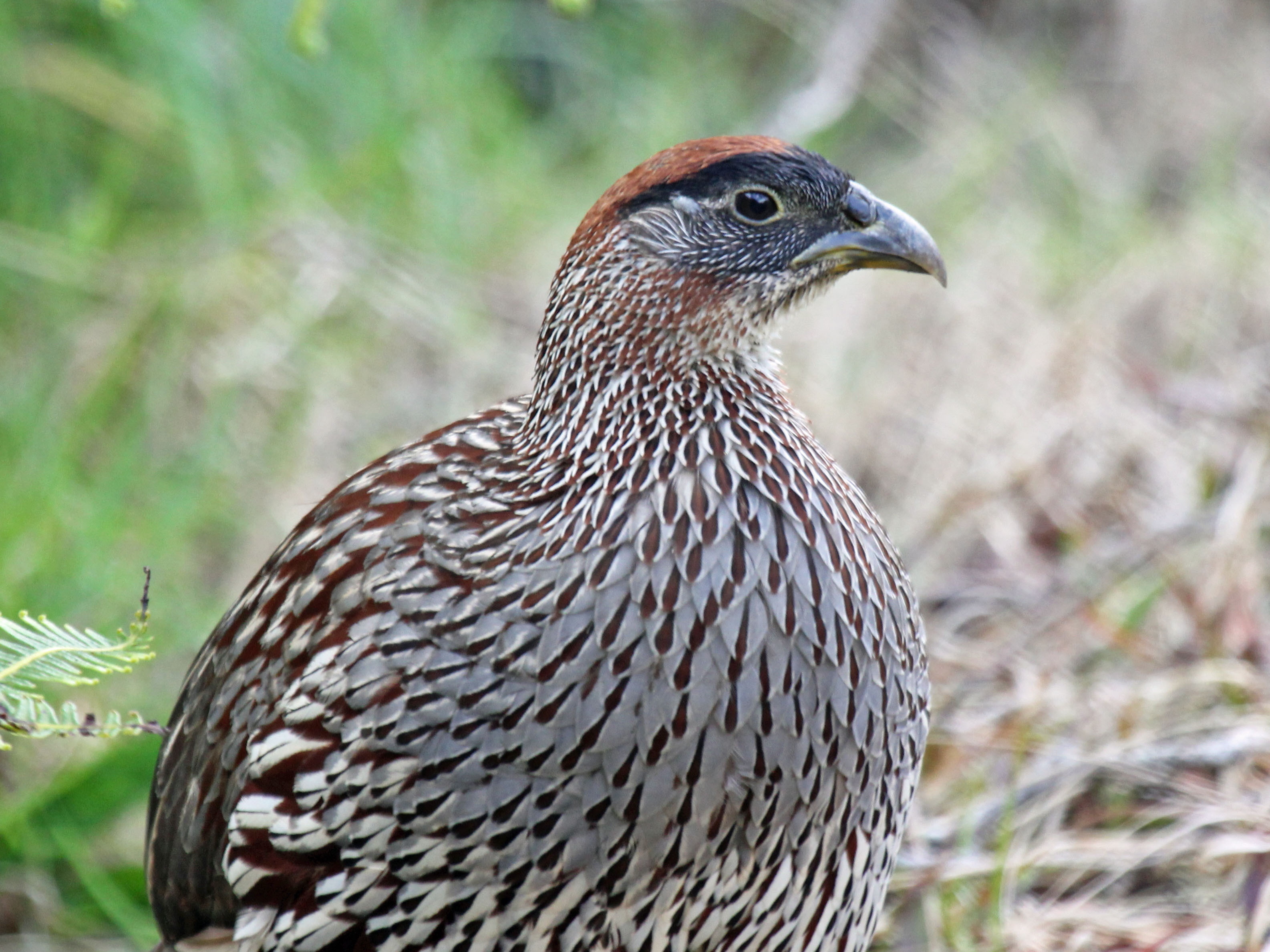
Суданський турач (Гаваї)

Суданський турач (Гаваї)

Довжина птаха становить 38–43 см, самці важать 1,05–1,59 кг, самиці 1,136 кг. Обличчя коричневе, над очима чорнуваті "брови", верхня частина голови і задня частина шиї рудувато-коричневі. Скроні білі, за очима білі смуги. Верхня частина тіла поцяткована каштановими смугами, нижня частина тіла світла, поцяткована коричневими смужками. Дзьоб чорний, лапи жовті.

## Поширення і екологія
Суданські турачі мешкають на Ефіопському нагір'ї в Ефіопії і Еритреї, а також на сході Судану в штаті Кассала. У 1957 році вони були інтродуковані на Гавайські острови, де успішно заселили основні острови. Суданські турачі живуть у високогірних чагарникових заростях та на узліссях гірських тропічних лісів, в чагарникових заростях на берегах річок, серед скель. Зустрічаються парами або невеликими зграйками, на висоті від 2000 до 3500 м над рівнем моря. Живляться переважно насінням трав і зернами злаків, пагонами, ягодами і комахами. Сезон розмноження триває з квітня по листопад.